# جون سين جونز
جون سين جونز (بالإنجليزية: John O. Jones)‏ (و. 1940 – م) هو سياسي من الولايات المتحدة الأمريكية ولد في براوتون.

## مراجع

John Sean Jones, Illinois State Senator